# Annigeri
Annigeri è una città dell'India di 25.709 abitanti, situata nel distretto di Dharwad, nello stato federato del Karnataka. In base al numero di abitanti la città rientra nella classe III (da 20.000 a 49.999 persone).

## Geografia fisica
La città è situata a 15° 25' 60 N e 75° 25' 60 E e ha un'altitudine di 623 m s.l.m..

## Società

### Evoluzione demografica
Al censimento del 2001 la popolazione di Annigeri assommava a 25.709 persone, delle quali 13.072 maschi e 12.637 femmine. I bambini di età inferiore o uguale ai sei anni assommavano a 3.519, dei quali 1.803 maschi e 1.716 femmine. Infine, coloro che erano in grado di saper almeno leggere e scrivere erano 14.173, dei quali 8.631 maschi e 5.542 femmine.